# Jeremy Tsui
Xu Zhengxi (chino simplificado: 徐正溪, chino tradicional: 徐正曦) también conocido como Jeremy Tsui, es un actor y modelo chino.

## Biografía
Habla con fluidez mandarín, cantonés, inglés y el dialecto shanghainés.
Es buen amigo del actor Yang Shuo.

## Carrera
Es miembro de la agencia "Asian Stars Media" y de la sub-agencia "Zhejiang Huace Film & TV".
En septiembre de 2010 se unió al elenco de la película de horror The Child's Eye donde interpretó a Hei, el novio de Ciwi (Ciwi Lam).
El 22 de mayo del 2017 se unió al elenco principal de la serie Angelo (天使的幸福) donde dio vida a Jiang Feng'en, el exnovio de Li Xiaohan (Liu Shishi) y el padre de Li Liping (Tang Zhen).
En febrero del 2018 se unió al elenco principal de la serie The Legend of Dugu donde interpretó a Yuwen Hu, el gran preceptor del Norte de Zhou, un hombre cruel y despiadado que está a cargo de los asuntos políticos en los tribunales y de ejercer un gran poder.
El 2 de marzo del mismo año se unió al elenco principal de la serie Siege in Fog donde dio vida a Li Wangping, un joven temperamental y patriótico que luego de regresar del extranjero lo hace con una nueva identidad y con una actitud intrigante y manipuladora, hasta el final de la serie el 18 de abril del mismo año.
En mayo del 2019 se unió al elenco principal de la serie Legend of the Phoenix (凤弈) donde interpretó a Wei Guang, un general y asesor en Gran Liang, que ama y se preocupa por Ye Ningzhi (He Hongshan).
En julio del mismo año se unió al elenco recurrente de la serie Return the World to You (también conocida como "Retourner Le Monde A Toi") donde dio vida a Qin Ye, un diseñador de moda y el amigo de la infancia de (Gulnazar).
El 19 de septiembre del mismo año se unió al elenco principal de la serie Ten Years Late donde interpretó a Zhao Chengzhi, un abogado y amigo de Jin Ran (Shawn Dou), Ding An (Kanazawa Hao Kim), Yuan Lai (Gulnazar) y Xu Xinyi (Wang Rain), hasta el final de la serie el 13 de octubre del mismo año.
El 20 de marzo del 2020 se unió al elenco principal de la serie Novoland: Castle in the Sky 2 (九州天空城2) donde dio vida a Xue Jingkong, hasta el final de la serie el 9 de abril del mismo año.
El 15 de marzo de 2024 anunció a través de su weibo que se retiraría del entretenimiento una vez concluya los proyectos que ya están filmados.

## Filmografía

### Series de televisión
| Año             | Título                        | Personaje                 | Notas        |
| --------------- | ----------------------------- | ------------------------- | ------------ |
| 2020 - presente | Da Tang Ming Yue (大唐明月)   | -                         | [ 14 ]       |
| 2020 - presente | Trace                         | Liao Yan                  |              |
| 2020 - presente | Fairyland Lovers              | -                         | (cameo)      |
| 2020 - presente | Loving the Earth              | Duan Tie                  |              |
| 2020            | Novoland: Castle in the Sky 2 | Xue Jingkong              | 34 episodios |
| 2019            | Ten Years Late                | Zhao Chengzhi             | 39 episodios |
| 2019            | Return the World to You       | Qin Ye                    |              |
| 2019            | Legend of the Phoenix         | Wei Guang                 | 41 episodios |
| 2018            | The Protector                 | Ken                       | (cameo)      |
| 2018            | Gossip High                   | Jincheng Jiahui           | 18 episodios |
| 2018            | The Taoism Grandmaster        | Rey de Boti               | (cameo)      |
| 2018            | Siege in Fog                  | Li Wangping / Pan Jianchi |              |
| 2018            | The Legend of Dugu            | Yuwen Hu                  | 55 episodios |
| 2018            | Braveness of the Ming         | Ximen Jing                |              |
| 2017            | Angelo                        | Jiang Feng'en             | 30 episodios |
| 2016            | The Legend of Flying Daggers  | Li Manqing (de joven)     | (cameo)      |
| 2016            | My Adorable Husband           | Luo Yi                    | 20 episodios |
| 2016            | Hope Husband Success          | Zhang Mengqi              |              |
| 2016            | Four Ladies                   | Song Wenxi                | 32 episodios |
| 2014            | The Virtuous Queen of Han     | Duan Hong                 | 47 episodios |
| 2014            | Brave Lover                   | Cheng Xi                  |              |
| 2013            | Pearl                         | Gao Ran                   |              |
| 2013            | The Spies                     | Wu Renpu                  |              |
| 2013            | Painted Skin                  | Xiao Yang                 |              |
| 2011            | Waking Love Up                | Ji Rufeng                 | 40 episodios |
| 2011            | Unbeatable 2                  | Zhang Dayu                |              |
| 2011            | Love Is Divine                | Yan Liheng                | 40 episodios |
| 2011            | My Daughter                   | Yan Liheng                | 40 episodios |
| 2009            | Invisible Target              | Shi Xiaoren               |              |
| 2007            | New Breath of Love            | Qiang Sen                 |              |

### Películas
| Año  | Título           | Personaje   | Notas                                                                     |
| ---- | ---------------- | ----------- | ------------------------------------------------------------------------- |
| 2016 | Bounty Hunters   | Tommy       | junto a Lee Min-ho, Wallace Chung, Tiffany Tang y Karena Ng               |
| 2015 | Paris Holiday    | Ah Jie      | junto a Louis Koo, Janice Man, Amber Kuo y Alex Fong                      |
| 2014 | Kung Fu Angels   | Wen An      | junto a Karena Ng, Janelle Sing, Alex Lam y Song Jia                      |
| 2012 | My Sassy Hubby   | Lin Shuhao  |                                                                           |
| 2012 | Love Lifting     | Jian        | junto a Chapman To, Elanne Kong, Tien Niu y Feng Haoxu                    |
| 2011 | The Detective 2  | Ling Jiahui | junto a Aaron Kwok, Liu Kai-chi, Patrick Tam, Cheung Siu-fai y Gong Beibi |
| 2010 | The Child's Eye  | Hei         | junto a Rainie Yang, Elanne Kong, Lam Ka-tung y Jo Koo                    |
| 2009 | Seven 2 One      | Cheng-hei   | junto a Elanne Kong, Pakho Chau, William Chan y Stephanie Cheng           |
| 2009 | Love Story       | Ah Xi       |                                                                           |
| 2008 | A Decade of Love | Mr. Gu      |                                                                           |
| 2007 | Naraka 19        | Gao Xuan    |                                                                           |

### Programas de variedades
| Año  | Programa               | Notas    |
| ---- | ---------------------- | -------- |
| 2018 | Happy Camp             | invitado |
| 2018 | 3x3 Golden League Game |          |

### Aparición en videos musicales
| Año  | Artista | Canción              | Notas |
| ---- | ------- | -------------------- | ----- |
| 2007 | Kay Tse | "Rear Window Friend" |       |

### Eventos
| Año  | Título                                      | Notas                                 |
| ---- | ------------------------------------------- | ------------------------------------- |
| 2019 | 2019 Tencent Video All Star Awards          | presentador                           |
| 2019 | 2019 Bazaar Beauty Award                    |                                       |
| 2018 | Hunan TV's Mid-Autumn Festival Celebrations | junto a Luo Yunxi, Xu Haiqiao y Ma Ke |

### Revistas / sesiones fotográficas
| Año  | Título                       | Notas                 |
| ---- | ---------------------------- | --------------------- |
| 2020 | Men’s Health China           |                       |
| 2019 | Alone Magazine               | (publicación #27)     |
| 2019 | InSnap Vision                |                       |
| 2019 | Our Street Style Youth Power |                       |
| 2019 | Only Lady                    | junto a He Hongshan   |
| 2019 | Superlook                    |                       |
| 2019 | ChicTeen Magazine            | (publicación de mayo) |
| 2019 | Ginger Magazine China        |                       |
| -    | InStyle                      |                       |

## Embajador
| Año  | Título                  | Notas                                          |
| ---- | ----------------------- | ---------------------------------------------- |
| 2019 | SoFigaro x TSL Jewllery | Embajador - junto a He Hongshan y Peng Xiaoran |

## Discografía

### Otras canciones
| Año  | Canción               | Álbum                          | Notas                                                                                   |
| ---- | --------------------- | ------------------------------ | --------------------------------------------------------------------------------------- |
| 2020 | "Deliberately" (偏偏) | OST de "Eternal Love of Dream" | junto a Zhu Xudan - (canción interpretada durante el Tencent Video All Star Night 2020) |

## Premios y nominaciones
| Año  | Categoría                | Premio                        | Trabajo     | Resultado |
| ---- | ------------------------ | ----------------------------- | ----------- | --------- |
| 2019 | Youth Role Model         | CCTV Spring Gala              | -           | Ganó      |
| 2018 | Breakthrough Actor Award | 12th Tencent Video Star Award | -           | Ganó      |
| 2011 | Best New Actor           | Jury Award                    | My Daughter | Nominado  |